# Jules de Prémaray
Jules-Martial Regnault, dit Jules de Prémaray, né à Pont-d'Armes, hameau de la commune d'Assérac, le 11 juin 1818 et mort à Paris 10e le 9 juin 1868, est un auteur dramatique et critique théâtral français.

## Biographie
Élevé jusqu'à l'âge de dix ans à Roscoff, il vient avec sa famille à Paris vers 1830. Sa mère est Marie-Thérèse Veyron-Lacroix ; Son père, Martial Regnault, ancien officier au 7e régiment de dragons et capitaine des douanes, refuse l'offre d'Alexandre-Étienne Choron de lui donner une éducation musicale et tente de le faire entrer dans le commerce. Le jeune homme choisit plutôt d'entrer dans la bohême, couchant à la belle étoile en compagnie de Henry Murger, Théodore de Banville et Nadar, et restant souvent trois jours sans manger. Il finit par trouver une place dans une imprimerie de la rue Montmartre, où il est payé à 50 centimes par jour pour plier des billets de mariage et de décès.
Le théâtre, pendant ce temps, l'attire irrésistiblement. Après avoir composé avec Léon Pillet une première pièce qui passe inaperçue, et s'être fait refuser plusieurs pièces par le Gymnase-Dramatique, il profite de la mise en interdit de ce théâtre par la Société des auteurs dramatiques pour y présenter un vaudeville en un acte, Le Docteur Robin, lequel est accepté et connaît cent représentations. Il est bientôt suivi d'une comédie en deux actes, La Marquise de Rantzau, où l'actrice Rose Chéri remporte son premier succès important, puis d'une autre, Bertrand l'horloger, qui est traduite en allemand et remporte dans les grandes villes d'Allemagne le même succès qu'à Paris. La carrière théâtrale de Prémaray, malgré les pièces refusées et celles qui tombent sous les sifflets, est désormais lancée.
Lorsque la Révolution de 1848 entraîne la fermeture des théâtres parisiens, une seconde carrière s'ouvre à lui. Devenu rédacteur en chef du journal La Patrie, il y rédige tous les articles politiques jusqu'aux élections présidentielles, après quoi il se démet de cette fonction pour se faire chroniqueur dramatique. Sans cesser de produire pour la scène, il tient ce poste sans défaillir pendant près de onze ans, faisant chaque lundi le compte rendu de tout ce qui se joue de nouveau dans Paris. Un de ses confrères écrit dans Le Tintamarre en 1851 : « Sa critique de tact, de mesure et d'érudition, souvent marquée au coin d'une ironie fine et légère, est exempte de cette exagération furibonde et de ces débauches de style dans lesquelles se drapent orgueilleusement quelques critiques au biberon de l'école romantique. » Ce à quoi Charles Monselet ajoute : « M. Jules de Prémaray est le seul qui prenne le temps de discuter une pièce de théâtre ; le malheur pour les auteurs est que, la pièce une fois discutée, il n'en reste souvent plus rien. »
En 1853, Prémaray est fait chevalier de la Légion d'honneur à l'occasion de la reprise au Théâtre-Français des Droits de l'homme, comédie qui est également jouée avec succès à New York en 1855. Vers la fin de 1859, il tombe gravement malade et doit cesser ses travaux pour suivre un traitement hydropathique. Il fait un très long séjour dans une maison de santé avant de mourir à l'âge de 48 ans. Le 11 juin 1868, il est inhumé au cimetière de Montmartre.
Théodore de Banville a laissé de Jules de Prémaray ce portrait : 

« Il est petit, comme Balzac exigeait que les penseurs le fussent, et, chez lui, l'expression, le regard, indiquent l'esprit et la hardiesse d'esprit. À le voir ardent, obstiné, volontaire, on devine un travailleur acharné, un observateur convaincu, un inventeur dramatique, vraiment né pour cet art robuste qui, en poésie, est le mâle et le soldat. Une tête irritée, comme l'homme, qui est irritable. Une chevelure noire, aujourd'hui un peu mêlée de quelques fils argentés, très abondante et frisée en coups de vent. Le nez est plus qu'aquilin, le teint fauve et coloré aux pommettes. Des yeux noirs, doux quelquefois, le plus souvent sombres. Par quel caprice le hasard s'est-il plu à donner à cet artiste énergique des mains d'infante et une merveilleuse petite oreille, semblable à la célèbre oreille de Mlle Forster chantée par Théophile Gautier ? La nature rappelle toujours au poète le plus barbu qu'il est femme par quelque bout, et c'est là une de ses plus puissantes ironies. »

## Théâtre
- Le Cabaret de la veuve, vaudeville en 1 acte, avec Léon Pillet, Paris, Théâtre Saint-Marcel, 20 avril 1841
- Le Docteur Robin, comédie-vaudeville en 1 acte, Paris, Théâtre du Gymnase-Dramatique, 21 octobre 1842
- La Marquise de Rantzau, ou la Nouvelle Mariée, comédie en 2 actes, mêlée de couplets, Paris, Théâtre du Gymnase-Dramatique, 13 décembre 1842
- Bertrand l'horloger, ou le Père Job, comédie-vaudeville en 2 actes, Paris, Théâtre du Gymnase-Dramatique, 3 mars 1843
- Les Deux favorites, ou l'Anneau du roi, comédie-vaudeville en 2 actes, Paris, Théâtre du Gymnase-Dramatique, 18 avril 1843
- Le Capitaine Lambert, comédie-vaudeville en 2 actes, Paris, Théâtre du Gymnase-Dramatique, 23 octobre 1843 [non imprimé]
- Manon, ou Un épisode de la Fronde, comédie-vaudeville en 2 actes, Paris, Théâtre du Gymnase-Dramatique, 24 novembre 1843
- Part à deux, comédie en 1 acte, mêlée de chants, Paris, Théâtre Beaumarchais, 15 mai 1844
- Sarah Walter, comédie-vaudeville en 2 actes, Paris, Théâtre du Gymnase-Dramatique, 14 juin 1844 [non imprimé]
- Le Tailleur de la place Royale, drame en 3 actes précédé d'un prologue intitulé La Teverne du Pas de la Mule, Paris, Théâtre Beaumarchais, 11 juillet 1844
- La Comtesse de Moranges, drame-vaudeville en 3 actes, Paris, Théâtre Beaumarchais, 7 novembre 1845
- Une femme laide, comédie en 2 actes mêlée de chant, Paris, Théâtre du Palais-Royal, 16 décembre 1845
- Simplice, ou le Collégien en vacances, vaudeville en un acte, avec Narcisse Fournier, Paris, Théâtre du Gymnase dramatique, 22 novembre 1846
- Le Chevalier de Saint-Remy, drame en 5 actes et 6 tableaux, avec Antoine-François Varner, Paris, Théâtre de la Gaîté, 22 juin 1847
- L'Ordonnance du médecin, comédie-vaudeville en 1 acte, Paris, Théâtre du Palais-Royal, 29 octobre 1847
- Le Jour de charité, vaudeville en 1 acte, Paris, Théâtre des Délassements-Comiques, 7 juin 1850
- La Peau de mon oncle, vaudeville en 1 acte, avec Charles Varin, Paris, Théâtre Montansier, 20 août 1850
- L'Amant de cœur, vaudeville en 1 acte, avec Paul Siraudin, Paris, Théâtre Montansier, 17 juillet 1851
- Les Droits de l'homme, comédie en 2 actes en prose, Paris, Théâtre de l'Odéon, 5 novembre 1851
- Monsieur le vicomte, comédie-vaudeville en 2 actes, avec Eugène Nyon, Paris, Théâtre des Variétés, 10 janvier 1853
- Les Cœurs d'or, comédie en 3 actes, mêlée de chant, avec Léon Laya et Amédée Achard, Paris, Théâtre du Gymnase, 15 juillet 1854
- Donnez aux pauvres, comédie en 2 actes et en prose, Paris, Théâtre de l'Odéon, 1er février 1855
- La boulangère a des écus, drame en 5 actes et 6 tableaux, Paris, Théâtre de la Porte-Saint-Martin, 24 novembre 1855 Texte en ligne
- La Jeunesse de Grammont, comédie en 1 acte, en prose, Paris, Théâtre de l'Odéon, 5 février 1862

Varia
- Les Cendres de Napoléon, ode à Mgr le prince de Joinville, 1840
- Les Proverbes menteurs, parus en feuilleton dans La Patrie, 1850-1853
- Le Chemin des écoliers, roman en trois actes (et en prose), proverbe, 1853
- Promenades sentimentales dans Londres et le Palais de cristal, lettres de Londres au journal La Patrie, 1851
- Rien, chroniques du monde et du théâtre, 1861